# Poing levé du Black Power lors des Jeux olympiques d'été de 1968

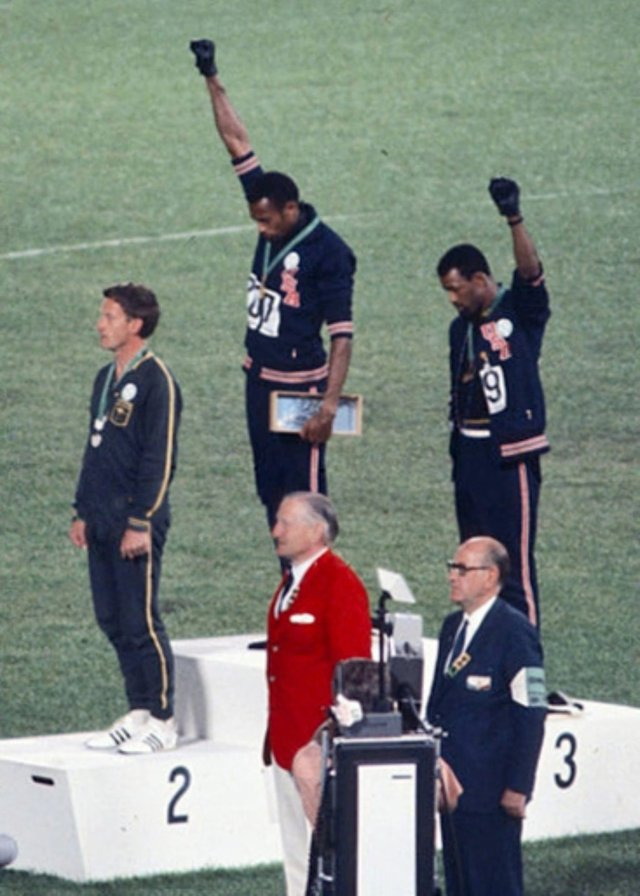
Poings levés, les Américains Tommie Smith (au centre) et John Carlos (à droite) et l'Australien Peter Norman (à gauche).

Le poing levé du « Black Power » aux Jeux olympiques d'été de 1968 est un acte de contestation politique mené par les athlètes afro-américains Tommie Smith et John Carlos lors de la cérémonie de remise des médailles du 200 mètres, le 16 octobre 1968, lors des Jeux olympiques d'été de 1968, au stade olympique universitaire de Mexico.
Après que Smith et Carlos ont remporté respectivement les médailles d'or et de bronze à l'épreuve, ils montent sur le podium pour la levée du drapeau des États-Unis et l'hymne américain The Star-Spangled Banner. Ils décident alors de cette action, avec une seule paire de gants. Chaque athlète lève un poing ganté de noir et le maintient levé jusqu'à la fin de l'hymne. Le médaillé d'argent australien Peter Norman porte également, comme Smith et Carlos, des badges de l'Olympic Project for Human Rights contre la ségrégation raciale sur son blouson.
Dans son autobiographie, Silent Gesture, Smith déclare que ce geste n'est pas un salut du « Black Power » comme la presse le décrit, mais un « salut pour les droits de l'Homme ». D'ailleurs, par ce geste, les athlètes contestent la situation des Noirs dans le monde (notamment l'Apartheid en Afrique du Sud). L'événement est considéré comme l'une des manifestations politiques les plus importantes de l'histoire des Jeux olympiques modernes.

## Contexte

### Contexte politique
Le sociologue Harry Edwards, fondateur de l'Olympic Project for Human Rights, a encouragé les sportifs noirs américains à boycotter les Jeux et il est probable que les actions des médaillés découlent directement de ses arguments.

### Contexte sportif
Le matin du 16 octobre 1968, Tommie Smith remporte le 200 mètres en battant le record du monde. L'Australien Peter Norman prend la deuxième place, et John Carlos le bronze.

## Cérémonie de remise des médailles

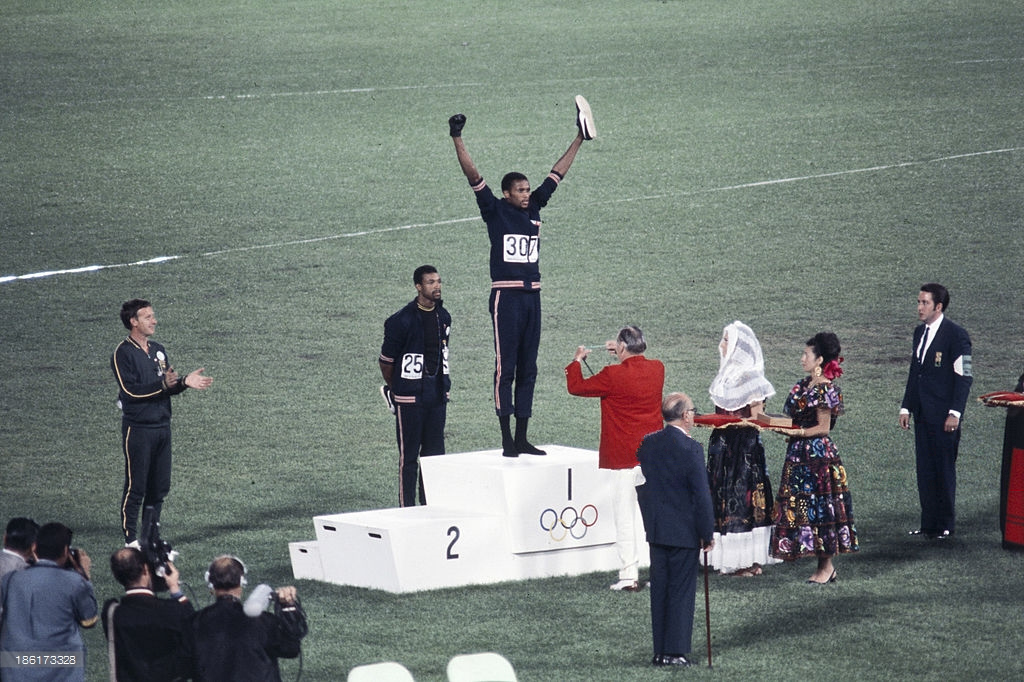
Tommie Smith vient de monter sur la 1re place du podium.

Le lendemain de la course, tous les trois se rendent au podium pour y recevoir leur médaille du président de l'IAAF, David Burghley. Les deux athlètes américains s'y rendent sans chaussures et en chaussettes noires afin de symboliser la pauvreté des populations noires aux États-Unis. Smith pose sur le podium sa paire de Puma pour rappeler que les Afro-Américains n'ont même pas les moyens de s'offrir ce type de chaussures. Smith porte un foulard noir autour du cou. Carlos ouvre la fermeture éclair de son uniforme de course par solidarité avec les travailleurs à col bleu et porte un collier de perles représentant « ces personnes qui ont été lynchées, ou assassinées et pour lesquelles personne n'a dit une prière, qui ont été pendues et plongées dans du goudron [...] pour celles qui ont été jetées des bateaux lors du passage du milieu »,. Les trois médaillés portent un badge de l'Olympic Project for Human Rights.
Peter Norman soutient les autres sportifs, lui-même étant contre la politique de l'Australie blanche. Norman déclare : « C'était comme un caillou jeté dans une mare, et l'onde de choc continue de se propager. (...) J'étais heureux de m'identifier avec lui (Smith) et aux valeurs qu'il défendait ainsi »,. Son neveu ajoute à sa mort : « Peter partageait entièrement les convictions des deux autres sprinteurs sur l'égalité entre les hommes et la lutte contre le racisme. Il était très croyant, issu d'une famille engagée depuis des générations dans l'Armée du salut. Et l'ostracisme dont souffraient les Noirs d'Amérique n'était pas sans lui rappeler l'affreuse condition des Aborigènes en Australie qui ont attendu jusqu'en 1967 pour être considérés comme de vrais citoyens. Peter était sensible à tout cela. Et c'est en toute conscience et fierté qu'il s'est solidarisé avec les deux Américains. »
Carlos et Smith prévoient d'emmener des gants noirs également, mais Carlos oublie les siens au village olympique. Norman leur suggère de partager une paire de gants, Carlos ayant oublié les siens : c'est pourquoi Smith a le poing droit ganté et Carlos le gauche, rompant avec la tradition du salut avec le poing droit.
Quand The Star-Spangled Banner est joué, Smith et Carlos effectuent leur salut avec la tête baissée. Ils sont hués par le public,.
La scène est photographiée par John Dominis.

## Conséquences à court terme du poing levé

### Réactions internationales
Quelques jours plus tard, l'athlète américaine Wyomia Tyus et ses coéquipières ont dédié leur médaille d'or du relais 4 × 100 mètres de Mexico à Smith et Carlos pour leur geste.
Tommie Smith commente : « Si je gagne, je suis un Américain, pas un noir d'Amérique. Mais si je faisais quelque chose de mal, on dirait que je suis un Nègre. Nous sommes noirs et nous sommes fiers d'être noirs. L'Amérique noire comprendra ce que nous avons fait aujourd'hui. »,.

### Conséquences sur Smith et Carlos
Le président du CIO, Avery Brundage, déclare qu'une protestation concernant la politique intérieure d'un pays n'a pas sa place au sein d'un évènement apolitique tel que les Jeux olympiques. En réponse à leur action, il ordonne que Smith et Carlos soient suspendus de l'équipe américaine et bannis du village olympique. Les deux athlètes sont suspendus puis exclus à vie des Jeux olympiques.

### Conséquences sur Norman
Seul Peter Norman peut rester à Mexico. Il reçoit un avertissement de Julius Patching (en), responsable de l'équipe australienne, pour avoir porté un badge de soutien à l'Olympic Project for Human Rights et encouragé l'action des deux autres médaillés. Par la suite, Norman subit un véritable ostracisme de la part des autorités sportives de son pays. Ainsi, malgré une troisième place aux épreuves de sélection pour l'équipe d'athlétisme des Jeux olympiques d'été de 1972, il n'est pas sélectionné.
Norman n'est pas convié aux Jeux olympiques d'été de 2000 de Sydney par les autorités organisatrices australiennes, mais y est finalement invité par la délégation américaine.
Le 17 octobre 2003, l'université d'État de San José inaugure une statue commémorant la protestation de 1968. Norman n'est pas visible sur la statue elle-même car sa place sur le podium est destinée au passant pour qu'il « prenne position ». Invité à l'inauguration, il prononce un discours lors de la cérémonie.
Norman meurt d'une crise cardiaque à Melbourne le 3 octobre 2006 à l'âge de 64 ans. Sa mort a été annoncée par Danny Corcoran (en), le directeur exécutif de l'athlétisme australien. À l'annonce de son décès, John Coates, président du Comité olympique australien (AOC), a indiqué que Norman « a toujours été un athlète pour qui la justice sociale est importante ». Tommie Smith et John Carlos font le voyage vers Melbourne pour assister à ses obsèques et portent son cercueil.

## Postérité de l'acte

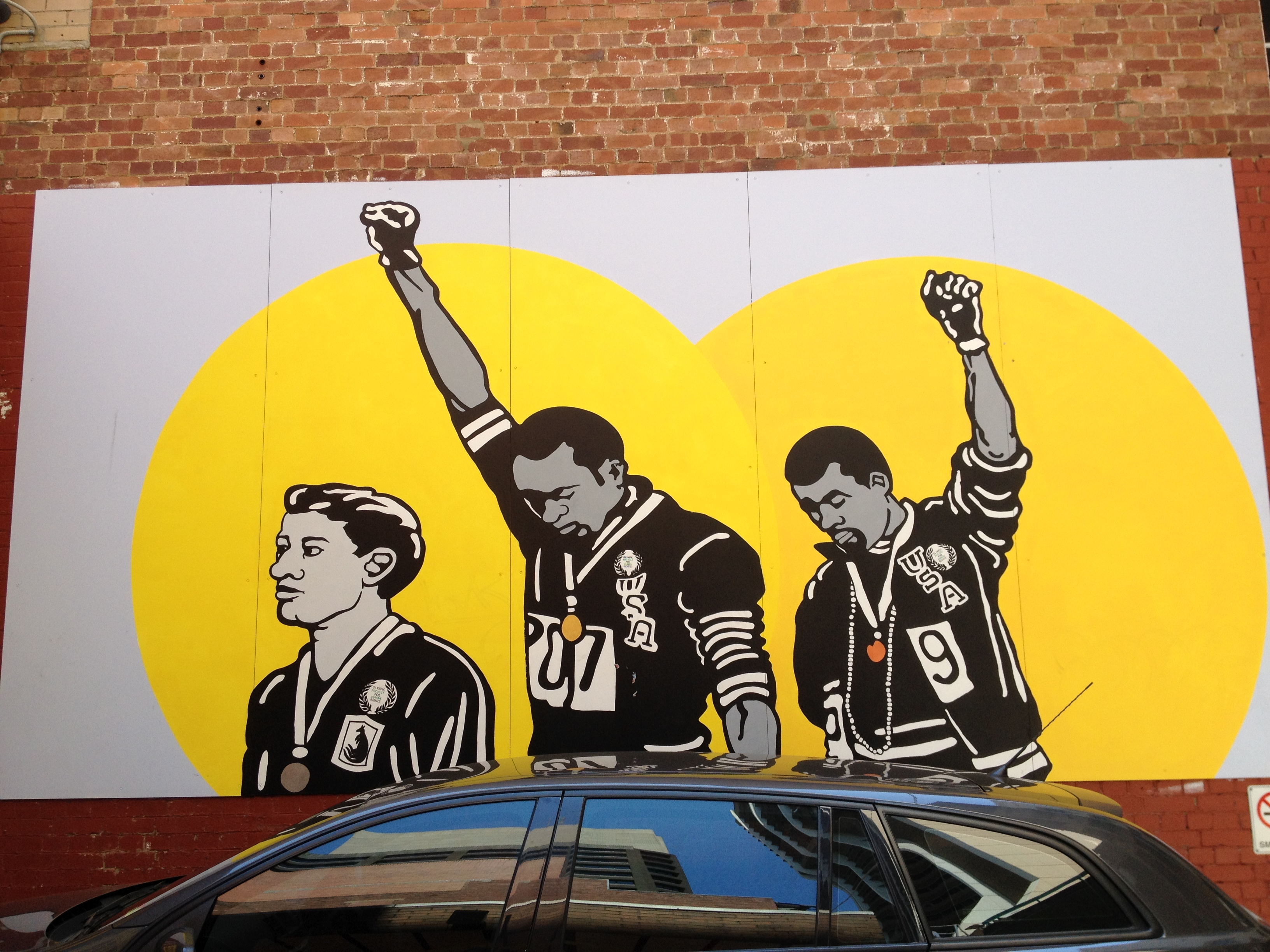
Peinture murale de Richard Bell et Emory Douglas à Brisbane.

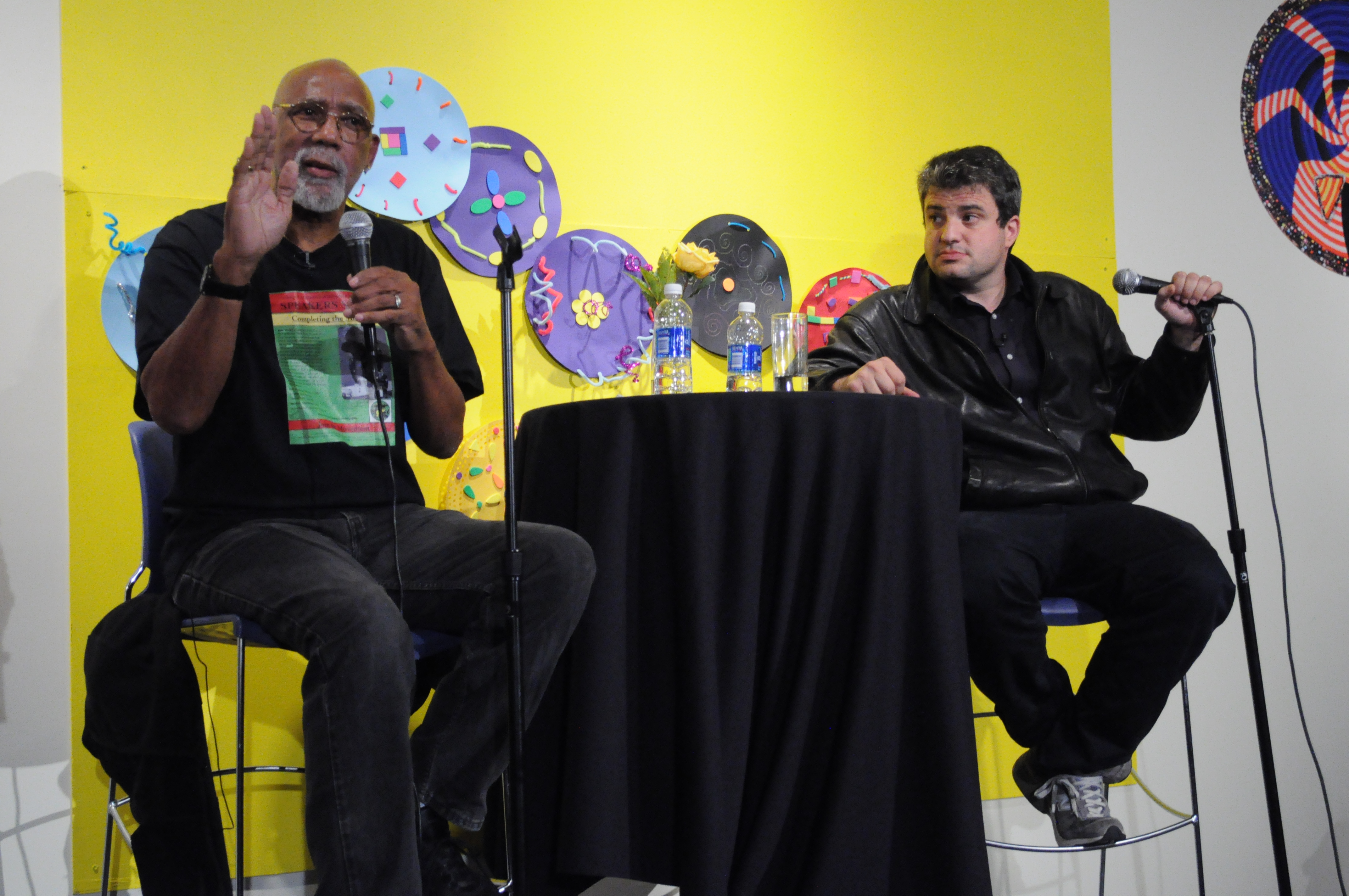
John Carlos (à gauche) et Dave Zirin (à droite) parlent de leur livre The John Carlos Story: The Sports Moment That Changed the World au Northwest African American Museum de Seattle en 2011.

### Hommages
Le 1er novembre 2019, les deux Américains sont intronisés au Hall of Fame du Comité olympique et paralympique américain au cours d'une cérémonie à Colorado Springs, ce qui constitue la première promotion depuis 2012,. À cette occasion, John Carlos déclare à l'agence Reuters : « Nous avons compris après 51 ans que la plus grande invention n'était ni l'avion, ni la télévision, ni le téléphone, mais la gomme : comprendre qu'on peut faire des erreurs dans la vie et qu'il ne doit pas y avoir de honte [à les effacer]. Je pense que le Comité est arrivé à cette conclusion ».
Le 17 mars 2007, la commune française de La Courneuve donne son nom à la Maison des Sports inaugurée aussi en sa présence et Smith publie son autobiographie intitulée Silent Gesture avec l'écrivain David Steele.
En juillet 2008, Tommie Smith et John Carlos reçoivent le Arthur Ashe Courage Award en hommage à leur geste.
Le 30 septembre 2016, soit plusieurs décennies après avoir été ignorés, Smith et Carlos sont reçus à la Maison-Blanche par le président des États-Unis, Barack Obama.

### Littérature
Le neveu de Peter Norman, le réalisateur et acteur Matt Norman, a réalisé et produit un documentaire intitulé Salute (en) (2008) sur les trois coureurs.
L'écrivain français Jérôme Peyrat écrit le roman Poing Noir (2018), une biographie romancée, en hommage à Peter Norman, à ses combats et à l'injustice dont il a fait l'objet. En 2019, ce roman est récompensé par le prix Seligmann contre le racisme (un prix récompensant une œuvre engagée contre l'intolérance, l'injustice et les discriminations).

### Théâtre
Tiré de la pièce Mexico 68 : trois hommes, un destin (ABS éditions, 2009) du journaliste Alain Coltier, ce moment clé dans l’histoire des Jeux Olympiques modernes a été monté sur scène par Gilles Champion et joué depuis le mois de juin 2025 à Lyon et sa région, avec les comédiens Getheme Gasso (Smith), Sarmaa Hamadi (Carlos) et Arthur Ehrsam (Norman).

### Statues
En 2005, une statue montrant Carlos et Smith sur le podium est érigée sur le campus de l'université d'État de San José. À la place du numéro 2, celle où se tenait l'Australien Peter Norman, on peut voir une plaque qui rend hommage au soutien de Peter Norman pour ses collègues athlètes, et qui invite le passant à prendre parti en prenant la place et en devenant un acteur de la statue.
Une statue de l'artiste Claude Cauquil, L'Homme droit, est érigée en Martinique au stade Pierre-Aliker de Fort-de-France. Réalisation polychrome en tôle d'acier, de 8 mètres de haut, elle a été inaugurée le 4 novembre 2011 en présence de Tommie Smith et de son épouse.
Le 8 octobre 2019, une statue en l'honneur de Norman est inaugurée près du stade Lakeside (en) à Melbourne, sa ville d'origine.

### Musique
En 2016, le clip de la chanson de rap français Musique nègre, réalisé par Leïla Sy, reproduit la scène du podium avec Kery James à la place de Tommie Smith, Youssoupha à la place de John Carlos et Orelsan à la place de Peter Norman.

### Citations en anglais
1. ↑  « were for those individuals that were lynched, or killed and that no-one said a prayer for, that were hung and tarred. It was for those thrown off the side of the boats in the Middle Passage »
2. ↑  « It was like a pebble into the middle of a pond, and the ripples are still travelling, [...] I was happy to identify with [Smith] and the principles he believed in »
3. ↑  « If I win, I am American, not a black American. But if I did something bad, then they would say I am a Negro. We are black and we are proud of being black. Black America will understand what we did tonight. »